# République de Tamrash
1879–1886
Entités précédentes :
- Roumélie orientale

Entités suivantes :
- Empire ottoman

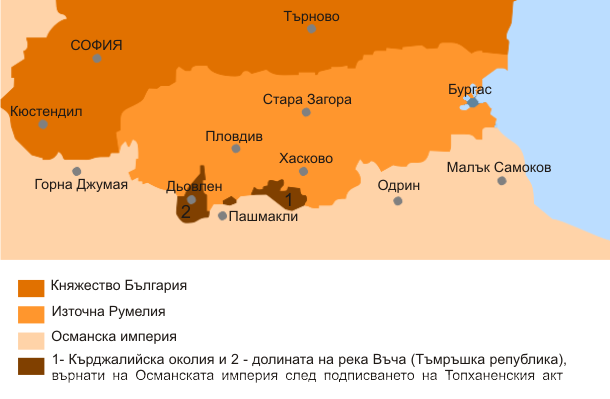
La République de Tămrăš (indiquée par le chiffre 2).

L’expression république de Tǎmrǎsh ou République pomaque (en bulgare Тъмръшка република, Помашка република, translittération internationale Tǎmrǎška republika, Pomaška republika) désigne la tentative d’organisation séparatiste des Pomaks (bulgaro-musulmans) de la région de Tămrăš dans les Rhodopes centrales, après l’institution par le congrès de Berlin en 1878 de deux États sur le sol de l’actuelle Bulgarie : la principauté de Bulgarie et la Roumélie orientale. Cette entité politique regroupant 17 à 21 « villages insoumis » (en bulgare непокорните села, translittération internationale nepokornite sela) a existé entre 1879 et 1886.

## Géographie
La république séparatiste de Tǎmrǎš, dont le territoire se trouve aujourd’hui dans le sud de la Bulgarie, comprenait des parties des vallées de la Vǎča et de la Čaja. Elle comprenait à l’origine 17 villages (jusqu’à 21 en 1880). Les villages actuels se trouvaient sur son territoire : Beden, Bujnovo, Vodni pad, Gjovren, Grohotno, Devin, Žrebovo, Kesten, Kožari, Ljaskovo, Mihalkovo, Mugla, Osikovo, Petvar, Selča, Skobelevo, Stomanevo, Tešel, Trigrad, Čala, Čamla, Čurukovo, Jagodina et le village de Tămrăš, qui fut incendié et détruit en octobre 1912 et n’a pas été reconstruit depuis. Certains des villages énumérés ci-dessus (par exemple Čala, qui s’est développé à partir de Bujnovo) ont été créés après la fin de la république. Selon l’historien des Pomaks Stojan Rajčevski, vers 1885, environ 19 000 Pomaks vivaient dans les villages séparatistes, situés dans la vallée de la Văča et sur les hauteurs la surplombant.

## Histoire
La République de Tămrăš fut une communauté autonome de villages pomaques également connus comme « villages insoumis » de la région de Tămrăš, aujourd’hui dans l’obština de Devin. Elle vit le jour après la guerre russo-turque de 1877-1878. Le terme « république » ne doit pas être compris au sens juridique strict, dans la mesure où l’entité de fait n’a jamais déclaré officiellement une quelconque indépendance étatique et n’a jamais non plus bénéficié d’une reconnaissance au sens du droit international public.
La République de Tămrăš a vu le jour quand, à la suite de la guerre russo-turque, de février à mai 1878, un soulèvement éclata dans les régions pomaques des Rhodopes centrales. Leur but était d’échapper au pouvoir des Bulgares orthodoxes et de la Russie.

### Création
En 1879, les « villages insoumis » refusèrent de payer des impôts au gouvernement de Roumélie orientale et limitèrent l’accès à la région de Tămrăš. Les raisons de cette attitude séparatiste étaient complexes : refus de la domination du gouvernement chrétien de Roumélie orientale, craintes de représailles envers des Pomaks ayant participé au massacre de Batak, reprise des affrontements armés (la région avait été, pendant la guerre, le théâtre de combats opposant les détachements du capitaine Petko voyvoda à des formations de bachi-bouzouks), enfin refus de la pression fiscale. Un conflit concernant la répartition de postes administratifs locaux a pu également jouer un rôle.
Le dirigeant de la République, Ahmed aga Tămrăšliyata, dont le frère avait participé à la répression par le pouvoir ottoman de l’insurrection bulgare d'avril 1876, avec le soutien des habitants du village de Tămrăš, avait été obligé de fuir vers le sud devant l’avancée des troupes russes en 1878. Après le retrait des troupes russes du massif des Rhodopes, l’aga et les autres responsables de son entourage retournèrent dans leur village et se mirent à édifier une république pomaque.

### Organisation
La communauté villageoise était gouvernée par un conseil de trois membres élus parmi les notables.
Ahmed Aga Tǎmrǎšlija institua un impôt trois fois moins élevé que la Roumélie orientale, ce que incita de nouveaux villages à rejoindre l’alliance. Au début de la république, la communauté contrôlait 13 villages de la région de Rupčos et 4 de la région de Peštera. À l’automne de 1880, 4 villages supplémentaires de la région de Peštera rejoignirent l’alliance. Peu après, la république envoya un ambassadeur à Plovdiv (capitale de la Roumélie orientale) et introduisit des visas. Cependant, la même année, lors d’une rencontre des représentants de la république, de l’Empire ottoman et de la Roumélie orientale, il fut convenu que les 4 nouveaux adhérents devaient être réintégrés au sein de la Roumélie orientale.

## Gouvernement
L’assemblée qui réunit plus de 100 notables à Trigrad pendant l’été 1879 élut le premier conseil de trois membres. Elle décida que les villages ne se soumettraient à personne mais serait gouvernée par ce conseil. Une unité de gendarmerie de 20 hommes fut créée. Cependant, les notables de chaque village conservaient d’importantes compétences en matière de police, d’administration et de justice. La capitale fut d’abord Trigrad, puis Nastan (aujourd’hui quartier de Devin), Mihalkovo et d’autres villages plus importants.

## Pourparlers diplomatiques
À plusieurs reprises, des négociations eurent lieu visant à placer la République de Tămrăš sous la souveraineté de la Roumélie orientale :
- 1880 — les notables pomaques acceptent le principe d’un transfert de souveraineté, mais ils refusent finalement de céder le pouvoir et leurs armes, de peur d’être attaqués par les milices patriotiques bulgares (komitati). En effet, les Rhodopes n’étaient pas une région particulièrement bien gardée sur le plan militaire.
- Été 1880 — les négociateurs de l’Empire ottoman, de la Roumélie orientale et de la République de Tămrăš acceptent que les 4 nouveaux villages aspirant à rejoindre l’alliance soient rendus à la Roumélie orientale.
- 1881 — L’Empire ottoman reconnaît le pouvoir d’Ahmed Aga Tǎmrǎšlijata et décerne des décorations aux notables de la république, afin de pouvoir prélever des impôts.
- 1882 — La Roumélie orientale gèle le processus de rattachement de la république de Tǎmrǎš.
- 1885 — Des troupes ottomanes occupent la république.
- 1886 — En vertu de la convention de Tophane, la république de Tămrăš est intégrée au territoire de l’Empire ottoman[3].